# The Philosophical Review
The Philosophical Review is een driemaandelijks filosofisch vaktijdschrift dat wordt samengesteld door de faculteit van de Sage School of Philosophy aan de Cornell University en gepubliceerd door Duke University Press.

## Vermeldingswaardige artikelen
- Alston, William P. (October 1960). The Ontological Argument Revisited 69 (4): 452–474.

- Donnellan, Keith S. (July 1966). Reference and Definite Descriptions 75 (3): 281–304.

- Grice, H.P. (July 1957). Meaning 66 (3): 377–388.

- Grice, H.P. (April 1969). Utterer's Meaning and Intention 78 (2): 147–177.

- Nagel, Thomas (October 1974). What Is It Like to Be a Bat? 83 (4): 435–450.

- Vendler, Zeno (April 1957). Verbs and Times 66 (2): 143–160.